# Yagyū Munenori
Yagyū Munenori (柳生宗矩?; Yagyū, 1571 – Azabu, 11 maggio 1646) è stato un militare e scrittore giapponese, fondatore del ramo Edo di Yagyū Shinkage-ryū, una delle più antiche scuole di scherma giapponesi, appresa dal padre Yagyū "Sekishūsai" Taira-no-Munetoshi. Questo fu uno dei due stili ufficiali di spada patrocinati dallo Shogunato Tokugawa (l'altro era Ittō-ryū)..
Munenori iniziò la sua carriera nell'amministrazione Tokugawa come hatamoto, un servitore diretto, e in seguito divenendo un fudai daimyō minore (signore vassallo), con proprietà terriere intorno al suo villaggio ancestrale di Yagyū-zato. Ricevette il titolo di Tajima no Kami (但馬守?).

## Biografia
Munenori entrò al servizio di Tokugawa Ieyasu in giovane età, e in seguito fu istruttore di spada al figlio di Ieyasu, Hidetada. Ancora più tardi, divenne uno dei principali consiglieri del terzo shōgun Iemitsu.
Poco prima della sua morte nel 1606, Sekishusai passò la guida di Yagyū Shinkage-ryū a suo nipote Yagyū Hyōgonosuke.  Questi, dopo un periodo di musha shugyō (武者修行? lett. "viaggiare per acquisire abilità in combattimento"), entrò al servizio di un ramo cadetto del clan Tokugawa che controllava la provincia di Owari. La scuola di Toshiyoshi si stabilì a Nagoya e venne chiamata Owari Yagyū-ryū (尾張柳生流?), mentre quella di Munenori, a Edo, la capitale Tokugawa, divenne nota come Edo Yagyū-ryū (江戸柳生流?). Takenaga Hayato, il fondatore dello Yagyū Shingan-ryū , era un discepolo di Yagyū Munenori e ricevette dei gokui (insegnamenti segreti) dello Yagyū Shinkage-ryū da lui.
Intorno al 1632, Munenori completò l'Heihō kadensho (兵法家伝書? Un libro ereditario sull'arte della guerra), un trattato sulla pratica spada Shinkage-ryū e su come potrebbe essere applicata a livello macro alla vita e alla politica. Il testo è ancora in stampa in Giappone oggi ed è stato tradotto più volte in inglese.
Anche i figli di Munenori, Yagyū Jūbei Mitsuyoshi e Yagyū Munefuyu, furono famosi spadaccini.
Il saggio "The Mysterious Record of Immovable Wisdom" di Takuan Sōhō era una lettera scritta da Sōhō a Munenori.